# Кристен, Андреас
Андреас Кристен (нем. Andreas Christen; род. 29 августа 1989, Вадуц) — лихтенштейнский футболист, защитник швейцарского клуба «Букс». Выступал за сборную Лихтенштейна.

## Карьера
Начал карьеру в швейцарском клубе «Ландкварт-Херршафт». Ни сыграв ни одного матча в этом клубе, он переходит в «Эшен-Маурен». Сыграв 3 года в «Эшен-Маурене» переходит в футбольный клуб «Бальцерс», где играет по сей день.
На счету Кристена-старшего 13 матчей за молодёжную и 27 за старшую команду. Первый матч за сборную сыграл в 2011 году.